# Лазар Карно
Вижте пояснителната страница за други личности с името Карно.
Лаза̀р Никола̀ Маргьорѝт Карно̀ (на френски: Lazare Nicolas Marguerite Carnot) е френски инженер, математик, държавен и военен деец по време на Френската революция. През 1793 г. става член на Комитета за обществено спасение, където административните му умения му печелят прозвището Организатора на победата на френските Революционни войни. През 1795 г. става член на Директорията, но след преврата от 18 фруктидор 1797 г. емигрира в Швейцария. През 1800 г. е назначен за военен министър от Бонапарт, но републиканските му възгледи го подтикват да се оттегли от политическия живот. По време на Стоте дни е вътрешен министър, а след битката при Ватерло живее в изгнание.

## Династията Карно
Синовете на Карно „си поделят“ професиите на баща си:
- Сади Карно е известен физик, основоположник на термодинамиката.
- Иполит Карно става политик.

Внукът на Лазар Карно, син на Иполит, Мари Франсоа Сади Карно, става инженер, политик и президент на Франция, убит от анархист през 1894 г., погребан, както дядо му, в Пантеона.